# Alfar del Monte

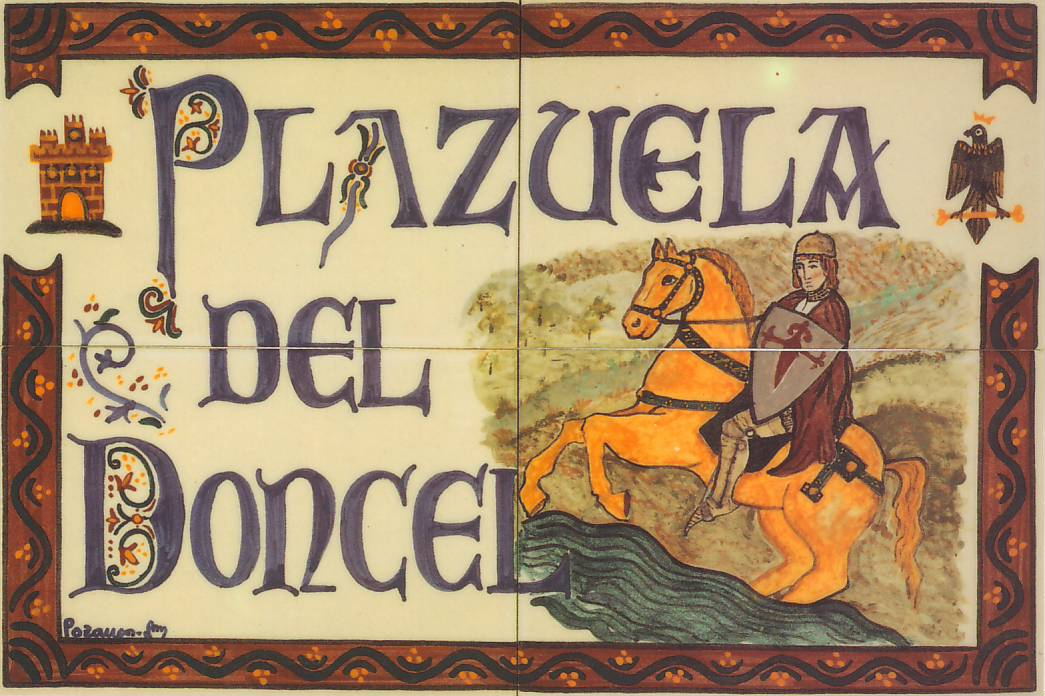
Placa del callejero medieval de Sigüenza.

El Alfar del Monte, compuesto por los ceramistas españoles María de Hijas y Carlos Alonso, se identifica con la llamada 'cerámica de Pozancos'.
Partiendo de un intento de recuperar la cerámica de uso (en 1970 no quedaba en la provincia de Guadalajara ningún alfar en activo), y de técnicas de cerámica hispanoárabes, su actividad profesional evolucionó hacia la presencia de su trabajo artístico en diferentes escenarios sociales, en colaboración con otras artesanías y con especialistas de las nuevas tecnologías.

## Evolución
El alfar fue creado en 1980 en Pozancos, pedanía de Sigüenza en la provincia de Guadalajara (Castilla-La Mancha), permaneciendo activo hasta la tercera década del siglo XXI.
En el capítulo monumental y de los espacios públicos tanto exteriores como interiores, los ceramistas de Pozancos han desarrollado en varias zonas de la Meseta Central un tipo de propuestas y aplicaciones que ya se habían trabajado en Cataluña y Levante por artistas como Jordi Bonet, Joan Baptista Guivernau, Manolo Safont o Arcadio Blasco. Asimismo es notable en el conjunto de su obra la creación de una azulejería coherente en los callejeros de localidades medievales como Sigüenza y Berlanga de Duero.

### Obra personal: alfarería tradicional y cerámica
- Piezas de uso, figuras, animales, pilas benditeras, platos y bandejas, azulejería y motivos medievales (como el Calendario agrícola del Panteón de San Isidoro de León).[6]

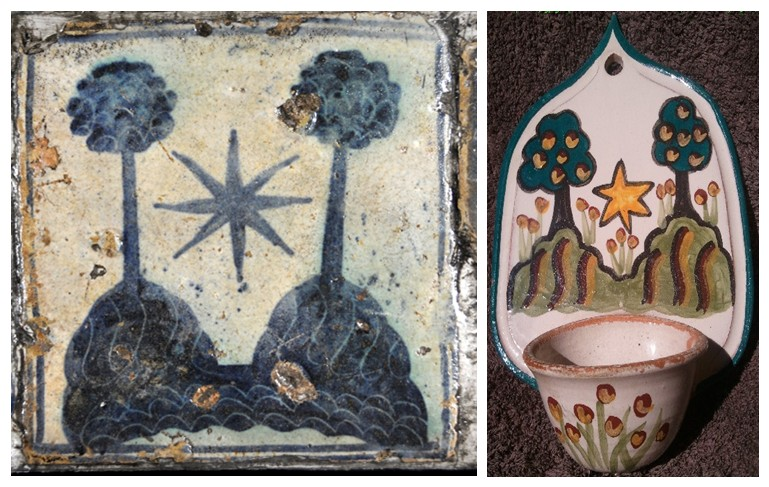
A la izquierda, azulejo renacentista de loza de Manises (Valencia), de la Colección Alberto Folch-Rusiñol, representando el escudo de la villa de Riudoms. A la derecha, versión del mismo motivo en una pila benditera de loza de Pozancos.

- Sus trabajos de investigación en Refractarios y Alta Temperatura y concretamente sobre la recuperación de la técnica medieval "Loza dorada" o "Reflejo hispanoarabe" es premiada con una beca de investigación de la Consejería de Industria y Turismo de la Junta de Comunidades de Castilla-La Mancha (1990/1).[7]

- En el campo de la divulgación: Cortometraje de la alfarería extinguida de Guadalajara: “Wad-al-hayara, apuntes alfareros” (Premio Guadalajara 1983). Guion y dirección del trabajo videográfico “Sigüenza Artesana” y “Artesanos de Guadalajara” (1992/4).

- Colaboración con el poeta Rafael Alberti, en la tirada limitada de platos conmemorativos del 500 Aniversario del Tratado de Tordesillas (Valladolid, 1995); y luego, en la decoración de azulejos con motivo original de Alberti, para la exposición “Bergamín en América” (Puerto de Santa María, 1995).[8][9]

### Grandes interiores públicos
- Mural de mosaico-cerámico para el pabellón de Naciones Unidas de la Expo 98 de Lisboa (con 5000 piezas numeradas).[nota 2]

- Murales cerámicos en estaciones del metro en la Comunidad de Madrid:[10] Campo de las Naciones,[11] (1ºpremio 1998); Aeropuerto T1-T2-T3 y Barajas (1999); Juan de la Cierva (1ºpremio 2002); Arganzuela-Planetario (1ºpremio 2006); Hospital 12 de Octubre (1ºpremio 2007).[1]

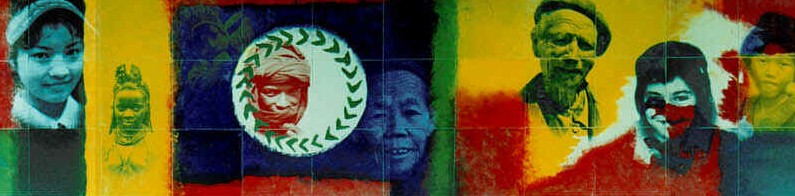
Fragmento del mural cerámico de 180 por 1,20 metros, que recorre los dos andenes de la estación "Campo de las Naciones" del Metro de Madrid.

### Obra exterior
- Mapas murales de señalización de caminos para la Delegación de Agricultura de Guadalajara y TRAGSA (1989/96).Y señalización LEADER para Adel-Sierra Norte de Guadalajara (1999/2008).[12]

- Callejeros y murales para diversas localidades y organismos, como el callejero de Sigüenza (1993),[13] el de Berlanga de Duero (2007) o el mapa mural de la estación de RENFE de Sigüenza.[1]

### Otros premios
- Primer Premio de Diseño en el VII Concurso de Diseño aplicado a la Artesanía de Castilla-La Mancha, por la mesa “T´AI KI” (1993).
- Primer Premio de Diseño en el IX Concurso de Diseño aplicado a la Artesanía de Castilla-La Mancha, por la obra “Siéntate en la Mesa” (1995).
- Medalla al Mérito Artesano de Castilla-La Mancha (2010).[14]

## Notas

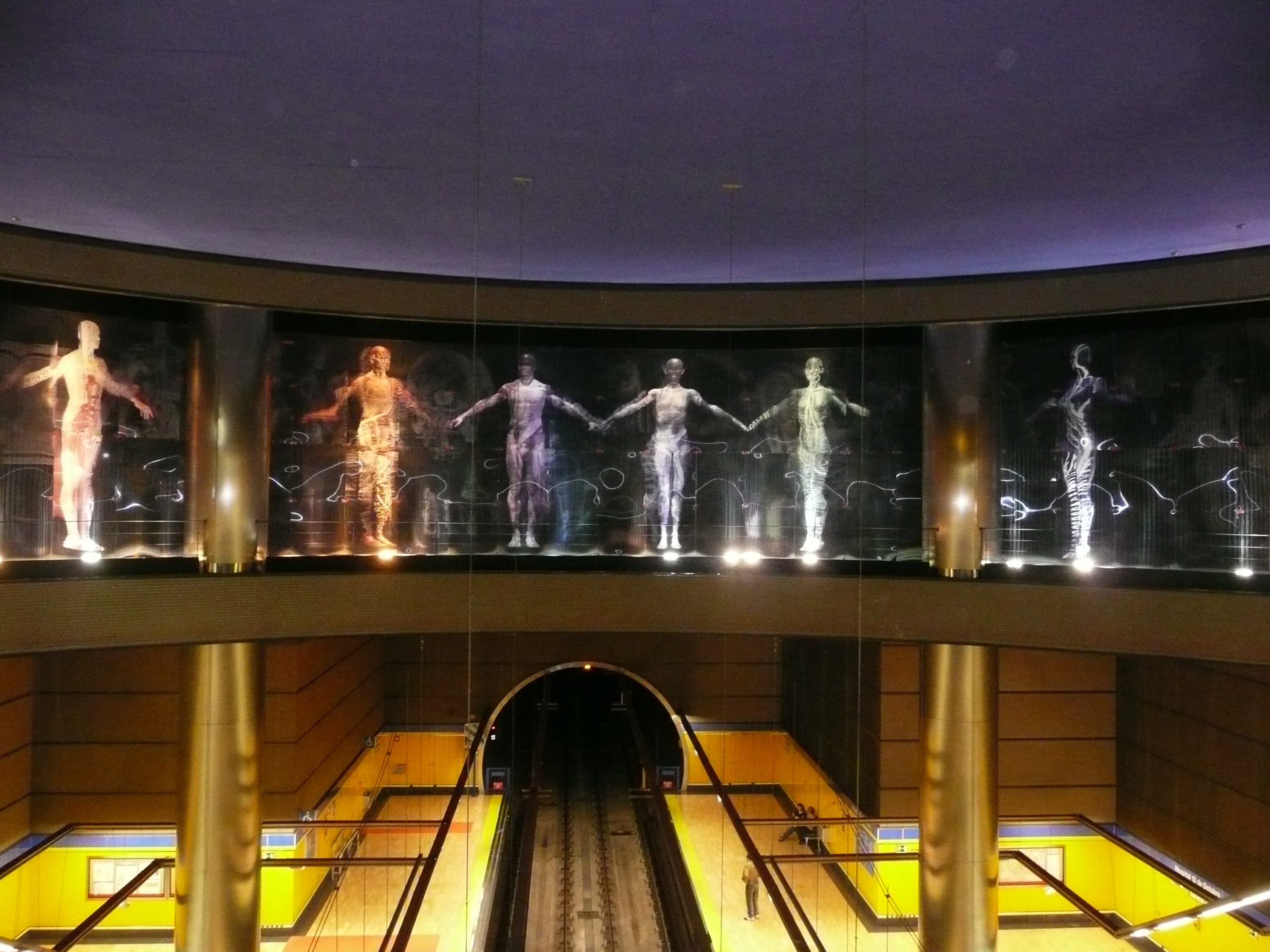
Mural cerámico en la estación Hospital 12 de Octubre, del metro de Madrid.